# Свен Тофельт
Свен Альфред Тофельт (швед. Sven Alfred Thofelt, нар. 19 травня 1904 — пом. 1 лютого 1993) — шведський військовий (в 1964 році вийшов у відставку в званні бригадного генерала), п'ятиборець, фехтувальник і плавець, олімпійський чемпіон, призер чемпіонатів світу.

## Біографія
Народився в 1904 році в Стокгольмі в родині військового. У 1924 році закінчив Королівську військову академію. У 1928 році на Олімпійських іграх в Амстердамі став чемпіоном на змаганнях з сучасного п'ятиборства. У 1931 році став бронзовим призером Міжнародної першості з фехтування в Відні. У 1932 році взяв участь в Олімпійських іграх в Лос-Анджелесі, де зайняв 4-е місце в змаганнях з сучасного п'ятиборства, і 9-е — в командній першості на шпагах. У 1933 році завоював бронзову медаль Міжнародної першості з фехтування в Будапешті. У 1934 році став володарем бронзової медалі Міжнародної першості з фехтування в Варшаві. У 1936 році на Олімпійських іграх в Берліні отримав срібну медаль в командній першості на шпагах, а в змаганнях з сучасного п'ятиборства зайняв 4-е місце.
У 1937 році завоював бронзову медаль першого офіційного чемпіонату світу з фехтування (тоді ж Міжнародна федерація фехтування заднім числом визнала чемпіонатами світу всі минулі раніше міжнародні першості з фехтування). На чемпіонаті світу з фехтування 1938 завоював срібну медаль.
У 1938—1947 роках був ад'ютантом принца Густава Адольфа, в 1948—1950 роках — короля Густава V.
У 1947 році знову став володарем срібної медалі чемпіонату світу з фехтування. У 1948 році на Олімпійських іграх в Лондоні отримав бронзову медаль у командній першості на шпагах.
У 1948 році став генеральним секретарем, а в 1960 році — президентом Міжнародного союзу з сучасного п'ятиборства (з 1960 року — Міжнародний союз з сучасного п'ятиборства і біатлону). У 1968—1986 роках був президентом Федерації фехтування Швеції, в 1969—1976 роках — головою Виконавчого комітету Шведської олімпійського комітету. У 1970—1976 роках був членом Міжнародного Олімпійського комітету (з 1976 — почесним членом).